# Stazione di Napoli Piazza Cavour
Stazione di Napoli Piazza Cavour vasútállomás Olaszországban, Nápoly településen.

## Vasútvonalak
Az állomást az alábbi vasútvonalak érintik:
- Villa Literno-Nápoly-vasútvonal

## Kapcsolódó állomások
A vasútállomáshoz az alábbi állomások vannak a legközelebb:
- Stazione di Napoli Montesanto
- Stazione di Napoli Piazza Garibaldi
- Stazione di Napoli Piazza Garibaldi (Stazione di Salerno)
- Stazione di Napoli Piazza Garibaldi (Stazione di Caserta)